# De Kristalijn
De Kristalijn is een restaurant met een Michelinster in Genk.

## Geschiedenis
De Kristalijn opende zijn deuren op 10 mei 2011 in een modern vormgegeven gebouw nadat het eerder was ondergebracht in het hotel Stiemerheide van eigenaar Eric Bullens. De chef-kok is Koen Somers die de Franse driesterrenchef Michel Bras als inspirator heeft. De gastheer Rogiers werkte tientallen jaren in het in België bekende sterrenrestaurant Clos St. Denis in Vliermaal. De sommelier is Jennifer Silvius, afkomstig uit Friesland en werd door GaultMillau in 2012 uitgeroepen tot sommelier van het jaar.

### Waarderingen
In 2012 kreeg het een notering van 15 op 20 bij GaultMillau, in 2013 van 16 op 20 en werd het ook getipt als Michelinsterwaardig in de gids van Michelin 2013. Op 18 november 2013 werd bekend dat het restaurant in de Michelingids voor 2014 een Michelinster was toegekend.